# Stazione di Kibōgaoka
La stazione di Kibōgaoka (希望ヶ丘駅?, Kibōgaoka-eki) è una stazione ferroviaria situata nel quartiere di Asahi-ku della città giapponese di Yokohama, nella prefettura di Kanagawa, ed è servita dalla linea Sagami principale delle Ferrovie Sagami.

## Linee
Ferrovie Sagami
■■ Linea Sagami principale

## Struttura
La stazione è dotata di due marciapiedi laterali, con due binari passanti in superficie. Il fabbricato viaggiatori è realizzato a ponte sopra i binari.
| 1 | ■ Linea Sagami principale | per Ebina                   |
| 2 | ■ Linea Sagami principale | per Futamatagawa e Yokohama |

## Stazioni adiacenti
| «                             | Servizio                | »                       |
| Linea Sagami principale       | Linea Sagami principale | Linea Sagami principale |
| ----------------------------- | ----------------------- | ----------------------- |
| Futamatagawa                  | Locale                  | Mitsukyō                |
| Futamatagawa                  | Rapido                  | Mitsukyō                |
| Futamatagawa                  | Espresso                | Mitsukyō                |
| L'espresso limitato non ferma |                         |                         |